# Octavio Cortázar
Octavio Cortázar Jiménez (La Habana, 19 de enero de 1935-†Madrid, 27 de febrero de 2008) fue un director de cine de Cuba de documental y ficción. Cursó la enseñanza primaria en el Colegio de Belén y la secundaria en la Academia Baldor, regentada por el no menos ilustre matemático Aurelio Baldor.  
En 1958 trabaja como director de programas y jefe de programación en el bloque cultural de CMBA-TV. 
Al triunfo de la Revolución Cubana ingresa en el Instituto Cubano de las Artes y la Industria Cinematográfica (ICAIC), participando como asistente de producción en Historias de la Revolución, de Tomás Gutiérrez Alea, el primer largometraje rodado por dicho instituto. Inmediatamente después pasa para organizar y dirigir la 
Enciclopedia Popular, serie de cortometrajes compuestos por breves notas didácticas en apoyo a la campaña de alfabetización con las que se inicia en el oficio de realización. 
De 1963 a 1967 estudia dirección cinematográfica en la Universidad Carolina de Praga (FAMU). A su regreso es nombrado director de documentales. Realiza algunas ediciones del Noticiero ICAIC Latinoamericano.
A su regreso dirige uno de los más hermosos documentales del cine latinoamericano, Por primera vez (1967), en donde se documenta la utilización de los cines móviles para llevarles películas a los campesinos, en apartados lugares de Cuba. El filme muestra la experiencia de unos campesinos que por primera vez ven el milagro del cinematógrafo, en el cual se muestra el clásico de Charles Chaplin Tiempos modernos. Es de anotar que el título de Cortázar fue incluido en el título DVD de Chaplin realizado por la Warner Home Video en 2003.
Octavio Cortázar ha alternado su labor de cineasta cinematográfico con la docencia. Fue fundador de la Escuela Internacional de Cine y Televisión de San Antonio de Los Baños, y ha sido profesor de la Facultad de Cine, Radio y Televisión del Instituto Superior de Arte. Fue un gran profesor y daba cursos de realización de documental en la EICTV. Pero también era un profe muy humano, interesado por cada uno de sus alumnos.
Desde 2006 se desempeñó como Vicepresidente de la Unión de Escritores y Artistas de Cuba, al tiempo que presidía el Centro de Desarrollo del Documental, Hurón Azul, de la UNEAC, y dirigía el espacio televisivo Pantalla Documental, de la Televisión Cubana. Falleció sorpresivamente, el 27 de febrero de 2008, mientras se encontraba en Madrid, España, a los 73 años de edad.

## Filmografía parcial
Documentales
- Por primera vez (1968)
- Acerca de un personaje que unos llaman San Lázaro y otros llaman Babalú (1969)
- Al sur del Maniadero (1970)
- En un fin de curso (1971)
- Sobre un primer combate (1972)
- Hablando del punto cubano
- Solidaridad (1973)
- Venceremitos
- Berlín 1973
- Angela Davis
- Con las mujeres cubanas (1974)
- En un examen de ingreso (1975)
- Cantos de Nuestra América (1978)
- Sólo un pueblo en Revolución (1986)
- En guayabero mamá...( me quieren dar) (1987)
- Joven de Corazón
- Una mirada amistosa
- Cuando pican los peces (1988)
- Un eterno sembrador (1989)
- Así comenzó el camino (1991)
- La última rumba de Papá Montero (1992)
- Don Café (1996)
- ¿Ovnis en Cuba? (1999)
- Soy como soy (2003)
- La pequeña Aché (2006)
- Con la memoria en el futuro (2006)

Ficción
- El brigadista (1977)
- Guardafronteras (1980)
- Derecho de Asilo (1994)

## Premios y distinciones
Festival Internacional de Cine de Berlín
| Año  | Categoría                                  | Película      | Resultado |
| ---- | ------------------------------------------ | ------------- | --------- |
| 1978 | Oso de Plata por su contribución artística | El brigadista | Ganador   |